# Avenida Santos Dumont (São Paulo)
A Avenida Santos Dumont é uma importante via da cidade de São Paulo, Brasil. O nome da avenida é uma homenagem ao aviador Alberto Santos Dumont, considerado o pai da aviação.
Essa avenida começa no Bom Retiro (centro), próximo ao rio Tamanduateí, e termina na Avenida Brás Leme, no bairro de Santana (zona norte). Faz parte do principal corredor de ligação norte-sul da cidade de São Paulo, em conjunto com as avenidas Tiradentes e 23 de Maio.

## Imagens
|                         |                                  |  |  |  |  |  |
|                         |                                  |  |  |  |  |  |
| Vista do tráfego da via | Início da avenida, no Bom Retiro |  |  |  |  |  |